# Мара Сантанджело
Мара Сатанджело (італ. Mara Santangelo) — італійська тенісистка, чемпіонка Ролан-Гарросу в парному розряді.
Сатанджело у парі з австралійкою Алісією Молік виграла парні змагання на Відкритому чемпіонаті Франції 2007 року. Вона також входила до складу італійської команди, що 2006 року вперше в історії італійського тенісу виграла Fed Cup.
2010 року Сатанджело оголосила, що через травму ноги змушена буде грати тільки в парі, а 2011 року завершила кар'єру.

## Значні фінали

### Турніри Великого шолома

#### Парний розряд
| Результат | Рік  | Турнір      | Поверхня | Партнерка    | Супротивниці                  | Рахунок       |
| --------- | ---- | ----------- | -------- | ------------ | ----------------------------- | ------------- |
| Перемога  | 2007 | French Open | Ґрунт    | Алісія Молік | Катарина Среботнік Суґіяма Ай | 7–6(7–5), 6–4 |

## Фінали турнірів WTA

### Одиночний розряд: 2 (1 титул, 1 поразка)
| Легенда        |
| -------------- |
| Grand Slam     |
| Tier I         |
| Tier II        |
| Tier III (1–1) |
| Tier IV & V    |

| Результат | Ранг | Дата           | Турнір         | Покриття | Опонент              | Рахунок            |
| --------- | ---- | -------------- | -------------- | -------- | -------------------- | ------------------ |
| Перемога  | 1.   | 19 лютого 2006 | Bangalore Open | Тверде   | Єлена Костанич-Тошич | 3–6, 7–6(7–5), 6–3 |
| Поразка   | 1.   | 18 лютого 2007 | Bangalore Open | Тверде   | Ярослава Шведова     | 4–6, 4–6           |

### Парний розряд: 12 (9 титулів, 3 поразки)
| Легенда: до 2009  | Легенда: починаючи з 2009 |
| ----------------- | ------------------------- |
| Grand Slam (1–0)  |                           |
| Tier I (1–0)      | Premier Mandatory (0–0)   |
| Tier II (2–1)     | Premier 5 (0–0)           |
| Tier III (1–0)    | Premier (0–0)             |
| Tier IV & V (1–2) | International (3–0)       |

| Результат | Ранг | Дата           | Турнір                               | Покриття   | Партнер            | Опоненти                                        | Рахунок                |
| --------- | ---- | -------------- | ------------------------------------ | ---------- | ------------------ | ----------------------------------------------- | ---------------------- |
| Перемога  | 1.   | 3 жовтня 2004  | Hasselt                              | Тверде (i) | Jennifer Russell   | Нурія Льягостера Вівес Марта Марреро            | 6–3, 7–5               |
| Поразка   | 1.   | 11 жовтня 2004 | Tashkent Open                        | Тверде     | Маріон Бартолі     | Адріана Серра-Дзанетті Антонелла Серра-Дзанетті | 6–1, 3–6, 4–6          |
| Поразка   | 2.   | 8 серпня 2005  | Стокгольм                            | Тверде     | Ева Бірнерова      | Емілі Луа Катарина Среботнік                    | 4–6, 3–6               |
| Перемога  | 2.   | 11 лютого 2007 | Паттая                               | Тверде     | Ніколь Пратт       | Латіша Чжань Чжуан Цзяжун                       | 6–4, 7–6(7–4)          |
| Перемога  | 3.   | 8 квітня 2007  | Амелія-Айланд                        | Ґрунт      | Катарина Среботнік | Анабель Медіна Гаррігес Вірхінія Руано Паскуаль | 6–3, 7–6(7–4)          |
| Перемога  | 4.   | 20 травня 2007 | Рим                                  | Ґрунт      | Наталі Деші        | Татьяна Гарбін Роберта Вінчі                    | 6–4, 6–1               |
| Перемога  | 5.   | 8 червня 2007  | Відкритий чемпіонат Франції з тенісу | Ґрунт      | Алісія Молік       | Катарина Среботнік Суґіяма Ай                   | 7–6(7–5), 6–4          |
| Поразка   | 3.   | 19 серпня 2007 | Лос-Анджелес                         | Тверде     | Алісія Молік       | Квета Пешке Ренне Стаббс                        | 0–6, 1–6               |
| Перемога  | 6.   | 25 серпня 2007 | Нью-Гейвен                           | Тверде     | Саня Мірза         | Кара Блек Лізель Губер                          | 6–1, 6–2               |
| Перемога  | 7.   | 10 січня 2009  | Окленд                               | Тверде     | Наталі Деші        | Нурія Льягостера Вівес Аранча Парра Сантонха    | 4–6, 7–6(7–3), [12–10] |
| Перемога  | 8.   | 8 березня 2009 | Monterrey Open                       | Тверде     | Наталі Деші        | Івета Бенешова Барбора Стрицова                 | 6–3, 6–4               |
| Перемога  | 9.   | 18 травня 2009 | Страсбург                            | Ґрунт      | Наталі Деші        | Клер Феерстен Стефані Форец                     | 6–0, 6–1               |

## Виноски
1. 1 2  Player Profile // WTA website

| Тенісист | Це незавершена стаття про тенісиста чи тенісистку. Ви можете допомогти проєкту, виправивши або дописавши її. |